# Assembleia dos Estados Gerais
A Assembleia dos Estados Gerais (em francês, États Généraux) foi uma assembleia representativa e consultiva do Antigo Regime francês. Era composta por representantes de cada um dos Três Estados e configurava-se como o único órgão francês que representava o corpo da nação. A Assembleia dos Estados Gerais acontecia ocasionalmente, apenas quando convocada pelo rei em casos julgados necessários, como em momentos de crise ou guerra, por exemplo. Ainda que os Estados Gerais não fossem soberanos, configuravam-se como uma força representativa das Três Ordens, tendo como função, por exemplo, o aconselhamento do rei.
Os Estados Gerais se reuniram intermitentemente até 1614 e apenas mais uma vez em 1789, sendo dissolvida posteriormente pela Revolução Francesa. Até à convocação de 1614, a votação ocorria da seguinte maneira: os representantes de cada um dos Três Estados (Estados do reino) deliberavam sobre as pautas da Assembleia de forma separada, dando somente um voto em uníssono. O Primeiro Estado correspondia ao clero, o Segundo, à nobreza e o Terceiro, em linhas gerais, ao povo ou plebeus (incluindo os burgueses). Sendo assim, o voto de cada Estado correspondia a um terço do total.

## Antecedentes

### A França antes da convocação dos Estados Gerais

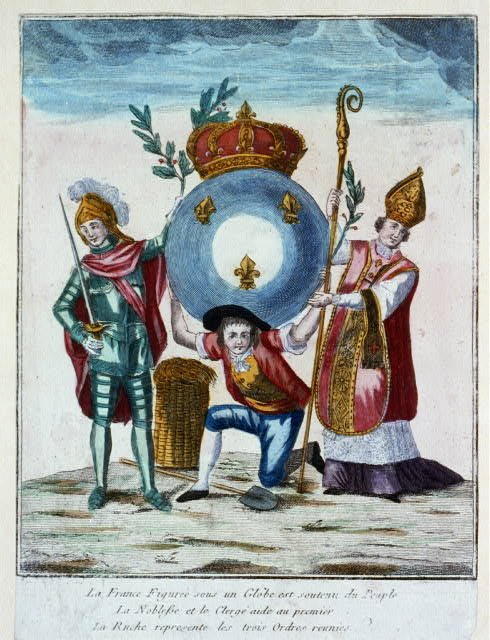
Representação dos Três Estados: um nobre vestido de cavaleiro e um bispo em pé de cada lado de um globo que é sustentado sobre os ombros de um membro do Terceiro Estado. As três flores-de-lis e a grande coroa são símbolos que remetem à monarquia francesa, assim pode-se afirmar que a gravura indica o fardo colocado sob as costas do povo.

Até o fim do século XVIII, a França era regida por uma Monarquia absolutista e estava organizada politicamente em três grupos sociais ou ordens, denominadas de Os Três Estados. O Primeiro Estado correspondia ao alto clero, ou seja, os bispos, abades, cônegos e prelados eclesiásticos. O Segundo Estado era composto pela nobreza e detinha diversos privilégios juntamente com os membros do Primeiro Estado. Os membros dessas duas ordens, por exemplo, estavam isentos do pagamento de impostos, além de terem direitos às terras e à ocupação de cargos políticos. O Terceiro Estado, por sua vez, era composto por trabalhadores, camponeses, proprietários de terra ou não, e a burguesia. As pessoas dessa ordem pagavam os tributos cobrados pela coroa francesa, sendo a Talha um dos mais conhecidos. O rei, portanto, estava no topo dessa hierarquia.
Nesse momento, a França ainda era um país agrário, com cerca de 25 milhões de habitantes. O alto clero compunha 0,5% da população, enquanto a nobreza era 1,5%. Sendo assim, a maior parte da população era composta pelo Terceiro Estado, representando 98%. Apesar de a terceira ordem constituir a maior parcela da sociedade francesa nesse período, seus membros se encontravam em uma evidente situação de desigualdade, em comparação às demais ordens. Os representantes do Terceiro Estado não possuíam direitos políticos, muitos deles não tinham posse de terras e grande parte da sua renda era dedicada ao pagamento de impostos. Somado a isso, além dos impostos direcionados à Coroa, haviam impostos feudais cobrados pelos nobres às populações rurais que habitavam suas terras. 
O quadro de desigualdade da sociedade francesa foi agravado por uma crise fiscal vivida ao longo da segunda metade do século. Dois acontecimentos que a França se envolveu que foram importantes estimuladores da crise: A Revolução Americana e a Guerra dos Sete Anos. A coroa Francesa arcou com custos elevados ao participar desses dois conflitos — fazendo altos investimentos para auxiliar as Treze Colônias em sua guerra de independência e para guerrear contra seus inimigos na Guerra dos Sete Anos -, o que acabou criando um grande déficit fiscal.
Nesse sentido, a estrutura de ordens e o sistema feudal dessa sociedade foram postos em xeque no final do século XVIII na França. Somado a isto, o absolutismo foi o terceiro elemento constituinte do Antigo Regime a ser contestado, uma vez que, neste regime, a figura do monarca representava a personificação da divindade — considerada imbuída, inclusive, do poder de cura — com uma dinâmica política na qual o rei atuava como uma autoridade sem contrapeso. Esses três elementos reiteraram uma sociedade hierarquizada por grupos que contavam com uma série de privilégios, ao passo em que outros, como os que compunham o Terceiro Estado, viviam em uma condição oposta. Vale ressaltar que as demandas do Primeiro e Segundo Estados em 1789, implicavam a permanência desses elementos estruturadores da sociedade do Antigo Regime, em descompasso aos interesses dos grupos do Terceiro Estado que, por sua vez, buscavam destruí-los.
Uma grande parcela dos camponeses seguia submetida aos direitos senhoriais, com o pagamento de impostos diversos para a aristocracia. Em contrapartida ao cenário rural predominante na França do século XVIII, emergia certo crescimento industrial, tendo o comércio com o exterior quadruplicado desde o período da morte do rei Luís XIV. Nessa conjuntura ocorreu a ascensão da burguesia, que cada vez mais se fortalecia interna e externamente, inclusive recebendo auxílios e proteção oferecidos pela monarquia dos Bourbons. O poder econômico, comercial, industrial e financeiro da burguesia cresceu expressivamente durante o século XVIII, mas ainda permanecia como grupo social desprovido de poder político. Tal realidade despertou o descontentamento desse segmento social em relação à forma de organização e funcionamento da sociedade do Antigo Regime.

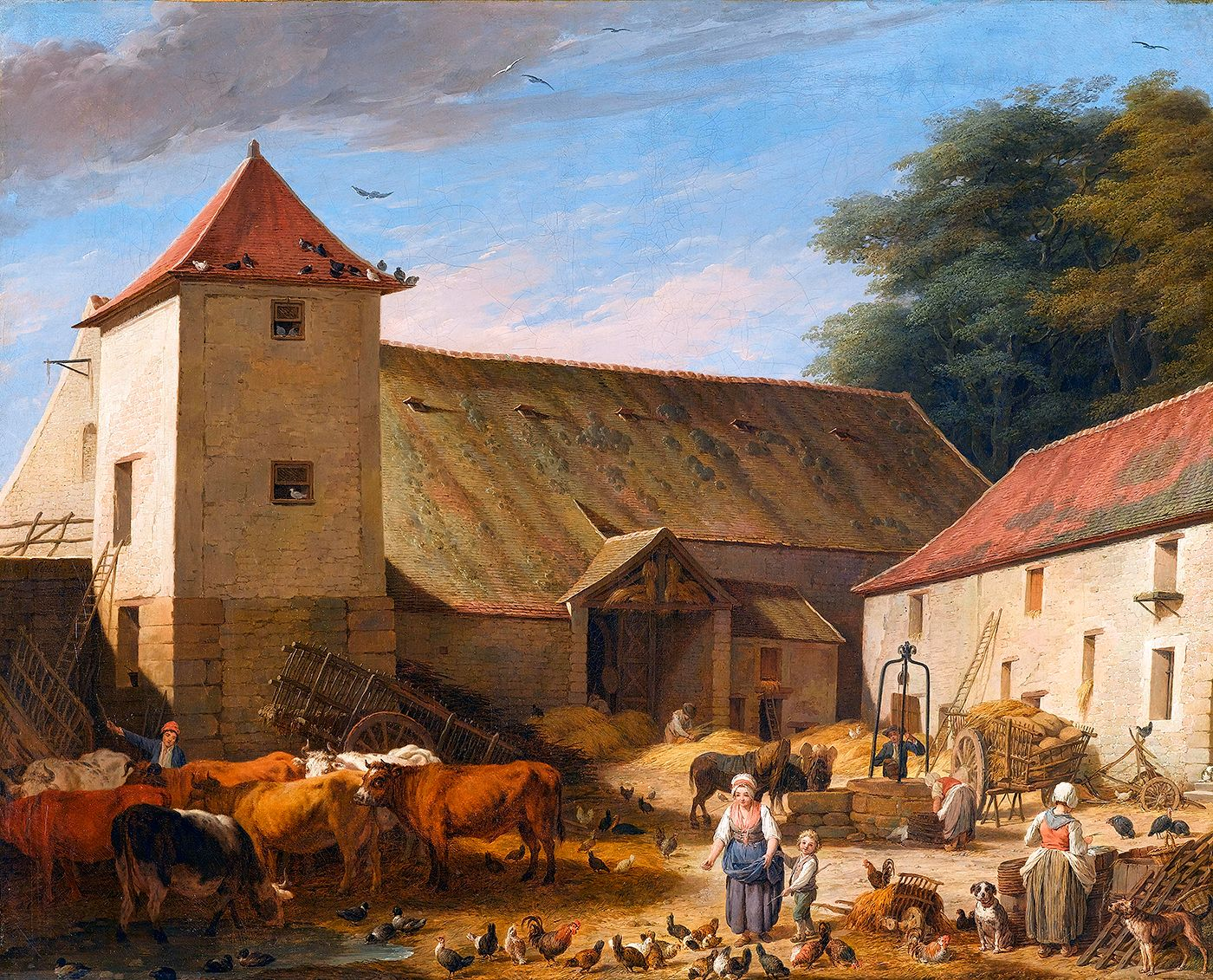
Camponeses franceses no curral de uma aldeia no século XVIII.

## O alastramento da crise e a Assembleia dos Notáveis
Devido à grave crise fiscal em que a França se situava ao longo da segunda metade do século XVIII, uma reforma econômica passou a ser vista cada vez mais como uma necessidade para a solução dos problemas do país. Ao longo desse período, diversos ministros tentaram ampliar a cobrança de impostos, buscando reverter a situação de crise. Anne Robert Jacques Turgot, por exemplo, assumiu o cargo de ministro da fazenda após a coroação de Luís XVI em 1774 e decretou a abolição das corporações de ofício e a liberação do comércio de cereais. Contudo, suas medidas contrariavam os interesses dos grupos privilegiados (a nobreza) que faziam parte do parlamento de Paris. Os juízes consideravam que qualquer aumento nos impostos surtiria efeitos negativos sobre suas próprias rendas. Turgot acabou renunciando ao cargo em 1776 e, consequentemente, suas medidas foram anuladas.
A estagnação na produção agrícola entre 1778-1787 dificultou o pagamento de impostos por parte do campesinato e o rendimento da aristocracia sofreu uma considerável queda. Luís XVI foi aconselhado por seu ministro Charles Alexandre de Calonne, sucessor de Turgot, a convocar a Assembleia dos Notáveis para discutir com os representantes da nobreza e do alto clero a respeito da situação e da necessidade de realizar uma reforma tributária. Calonne esperava que, se recebesse apoio da Assembleia dos Notáveis, o parlamento de Paris se encontraria pressionado a aprovar a reforma tributária.
A Assembleia aconteceu em 22 de fevereiro de 1787 e Calonne apresentou aos Notáveis uma análise da situação fiscal, afirmando que a única solução restante era a destruição dos privilégios fiscais a partir da reforma tributária, objetivando “o bem-estar da nação”. Sua reforma implicava quatro mudanças principais: a aplicação de um único imposto sobre o valor da terra; a conversão da corveia em um imposto sobre dinheiro; a abolição das tarifas internas; a criação de assembleias provinciais eleitas. Os Notáveis se opuseram à solução de Calonne, e há quem afirme que a recusa não se deu pelo desinteresse dos Notáveis de abrir mão de seus privilégios, mas porque os métodos propostos não foram de seu agrado.

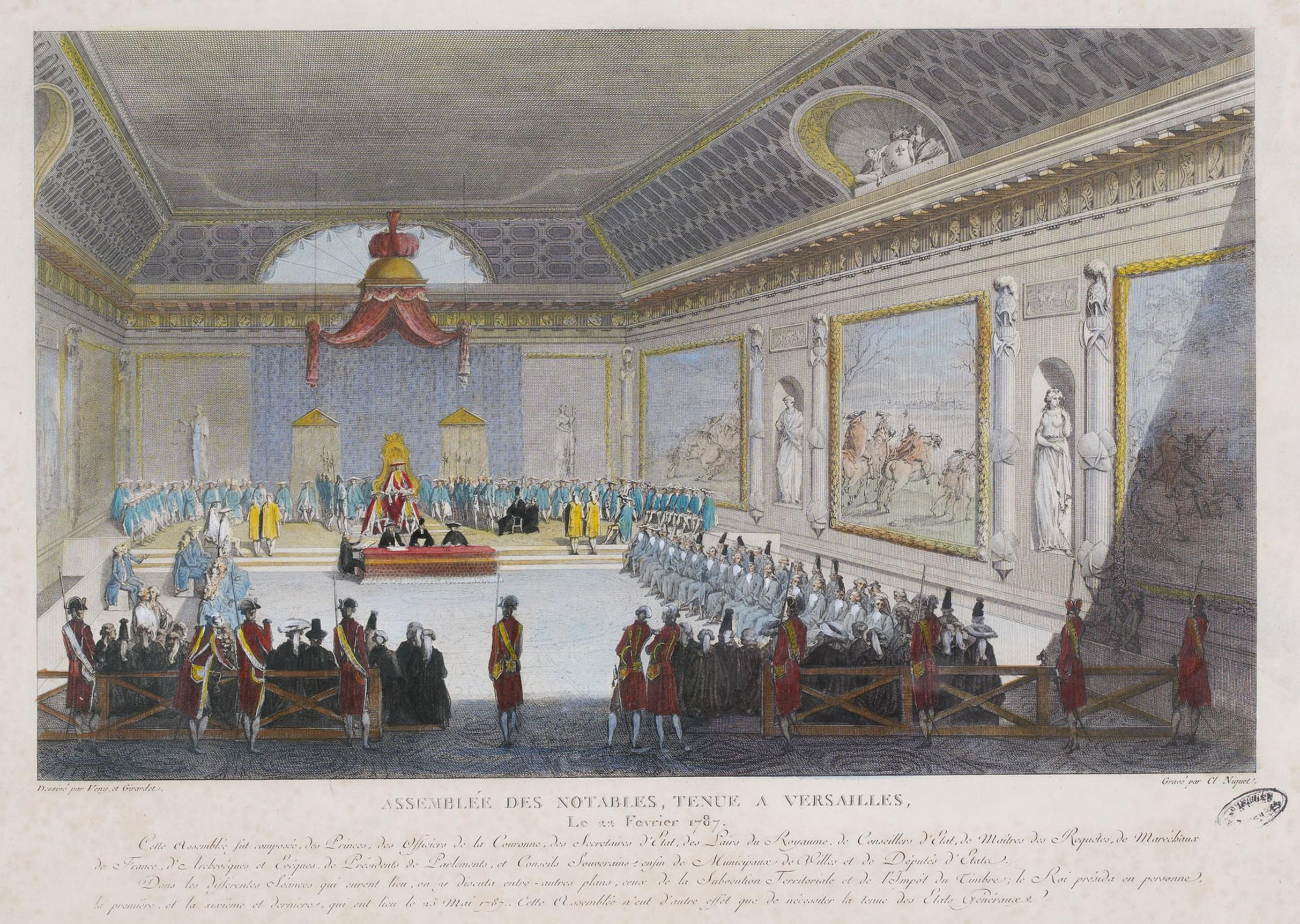
Reúne-se a Assembleia dos Notáveis, em 22 de fevereiro de 1787.

Calonne passou a apelar para a opinião pública, como forma de pressionar a Assembleia a acatar suas propostas. A relação entre o ministro e os Notáveis foi se deteriorando e, em 8 de abril de 1787, Luís XVI destituiu Calonne do cargo. Embora tendo o dispensado, Luís XVI ainda desejava implementar o programa de Calonne, mas tentou estabelecer um diálogo com os Notáveis, concordando com certas exigências, como a de nomear Loménie de Brienne — líder dos Notáveis e arcebispo de Toulouse — novo ministro da fazenda. Após semanas de discussão, Brienne propôs um imposto sobre a terra, que seria um valor fixo e pago em dinheiro – o que foi recomendado pelos Notáveis – e outros dois impostos indiretos. No entanto, em 19 de maio, os Notáveis indicaram que não poderiam aprovar o imposto sobre a terra, apresentando diversas razões. Enquanto alguns justificaram não ser possível determinar o tamanho do déficit que havia na economia – o que significava que não se podia estimar o montante da receita que o imposto deveria produzir, quanto tempo ele deveria durar ou até se este seria mesmo necessário –, outros declararam essa ser uma decisão do parlamento. A rejeição foi unânime, fazendo com que a Assembleia fosse destituída em 25 de maio.

### Pressão para a convocação da Assembleia dos Estados Gerais
A Assembleia dos Notáveis se desfez depois de mais de três meses sem apresentar nenhuma solução para a crise financeira francesa. A ação de Calonne em apelar para o público — distribuindo panfletos informando a população sobre como as coisas estavam se desenrolando na Assembleia — fez com que os franceses que tinham interesse nos assuntos públicos se chocassem. Havia uma sensação generalizada de que uma hostilidade pairava sobre a França e a exposição das decisões da Assembleia ao público, ajudou a desenvolver a percepção de que os privilégios da nobreza haviam triunfado sobre o “bem-estar geral” da nação, levando muitos a questionar e reconsiderar a natureza do Estado francês. Embora sua ação não tenha produzido um efeito imediato, contribuiu para dar legitimidade ao questionamento desses privilégios.
O período entre a dissolução da Assembleia dos Notáveis e a abertura da Assembleia dos Estados Gerais correspondeu a um alastramento na opinião pública das críticas ao Estado tradicional francês, assim como o papel dos privilégios. Ao longo desse processo a posição da Coroa foi interpretada como ambígua, pois a iniciativa de Luís XVI em implementar uma reforma tributária, resultou na impressão de que o rei estaria se posicionando contra os privilégios. Contudo, ao passo em que a reforma não se efetivava e a coroa se mantinha fiadora das ordens privilegiadas, uma nova interpretação ganhava espaço, a qual entendia que o rei estava defendendo, na verdade, as estruturas vigentes da sociedade.
Assim havia o entendimento em parte da opinião pública de que a França estaria sendo prejudicada pelos privilégios da nobreza e a posição ambígua da Coroa estava sendo vista como impedimento para a solução dos problemas franceses. Crescia na França, portanto, a noção de que o país precisava ser regenerado e, com isso, a palavra “nação” ganhou uso sobre a palavra “reino”, sendo essa última diretamente associada aos privilégios. No aspecto econômico havia também o objetivo de eliminar a inadimplência do governo e suavizar os impostos, buscando melhorar o acesso aos mercados de capitais. Loménie de Brienne renunciou do cargo em 25 de agosto de 1788 e foi sucedido por Jacques Necker.
O impasse da Assembleia dos Notáveis fez com que fosse imprescindível convocar os Estados Gerais. A necessidade da convocação sempre foi posta em discussão, contudo, a Coroa manteve-se contra. Desde a morte do rei Luís XIV em 1715, as demandas pela convocação dos Estados Gerais cresceram expressivamente. Seu sucessor, Luís XV, sofreu forte pressão por parte do Parlamento de Paris para convocar a Assembleia; esse último, bloqueava constantemente as tentativas da Coroa em alterar a ordem tributária. Luís XVI e seus antecessores compreendiam que a convocação dos Estados Gerais não era necessária e também poderia implicar um sinal de enfraquecimento de seus poderes. Após a dissolução da Assembleia dos Notáveis, os parlamentares passaram a pressionar ainda mais o rei a convocar a Assembleia dos Estados Gerais, o que contribuiu com o entendimento  de que o parlamento estaria ao lado do povo. Outros grupos que pressionaram a convocação dos Estados Gerais foram parte da aristocracia e os reformistas ligados ao iluminismo.
Luís XVI acabou por reunir os Estados Gerais em agosto de 1788 para discutir a organização da Assembleia. Até então, cada Estado deliberava sobre a questão separadamente, dando apenas um voto, ou seja, cada Estado tinha direito a um terço dos votos. Dessa maneira, o Terceiro Estado poderia ser vencido pelo Primeiro e Segundo em questões relacionadas aos privilégios fiscais. Em uma reunião com os parlamentares, foi decidido que os Estados Gerais adotariam a mesma forma e procedimentos de quando convocados pela última vez em 1614.
Evidentemente, a sociedade francesa desse período não era mais a mesma de 1614. O Terceiro Estado, por exemplo, não era mais composto apenas por camponeses. A burguesia francesa havia surgido e ascendido economicamente, mas por não fazer parte da nobreza, não possuía poder político, bem como influência direta no Estado. Tal decisão provocou indignação principalmente entre a burguesia francesa, devido à impressão inicial de que o parlamento estava contra o rei e os privilegiados. Nesse sentido, as demandas populares passaram a se centrar no desejo por uma nova fórmula quanto ao peso do voto do Terceiro Estado, pois a forma tradicional de votação representaria a iminente vitória do clero e dos nobres que, embora constituíssem a menor parcela da população francesa da época, defendiam os seus privilégios. A coroa francesa recebeu mais de oitocentas petições exigindo a duplicação do número do Terceiro Estado e a votação por cabeça, advindas sobretudo de burgueses. As pessoas que compunham o Terceiro Estado passaram a denunciar também a maneira pela qual o Estado estava estruturado, sobretudo no âmbito da limitada representação política que elas tinham. Sendo assim, em dezembro de 1788, o rei firmou com o parlamento que o número de cadeiras para deputados representantes da terceira ordem seria duplicado, mas não alterou o poder de voto, correspondendo ainda a um terço.

## A convocação da Assembleia dos Estados Gerais
Temos necessidade do concurso de nossos fiéis súditos para nos ajudarem a superar todas as dificuldades em que nos achamos, com relação ao estado de nossas finanças e para estabelecer, segundo os nossos desejos, uma ordem constante e invariável em todas as partes do governo que interessam à felicidade dos nossos súditos e à prosperidade de nosso reino. Esses grandes motivos Nos determinaram a convocar a assembleia dos Estados de todas as províncias sob nossa obediência, tanto para Nos aconselharem e Nos assistirem em todas as coisas que serão colocadas sob as suas vistas, quanto para fazer-Nos conhecer os desejos e queixas de nossos povos, de maneira que, por mútua confiança e amor recíproco entre o Soberano e seus súditos, seja achado, o mais rapidamente possível, um remédio eficaz para os males do Estado.

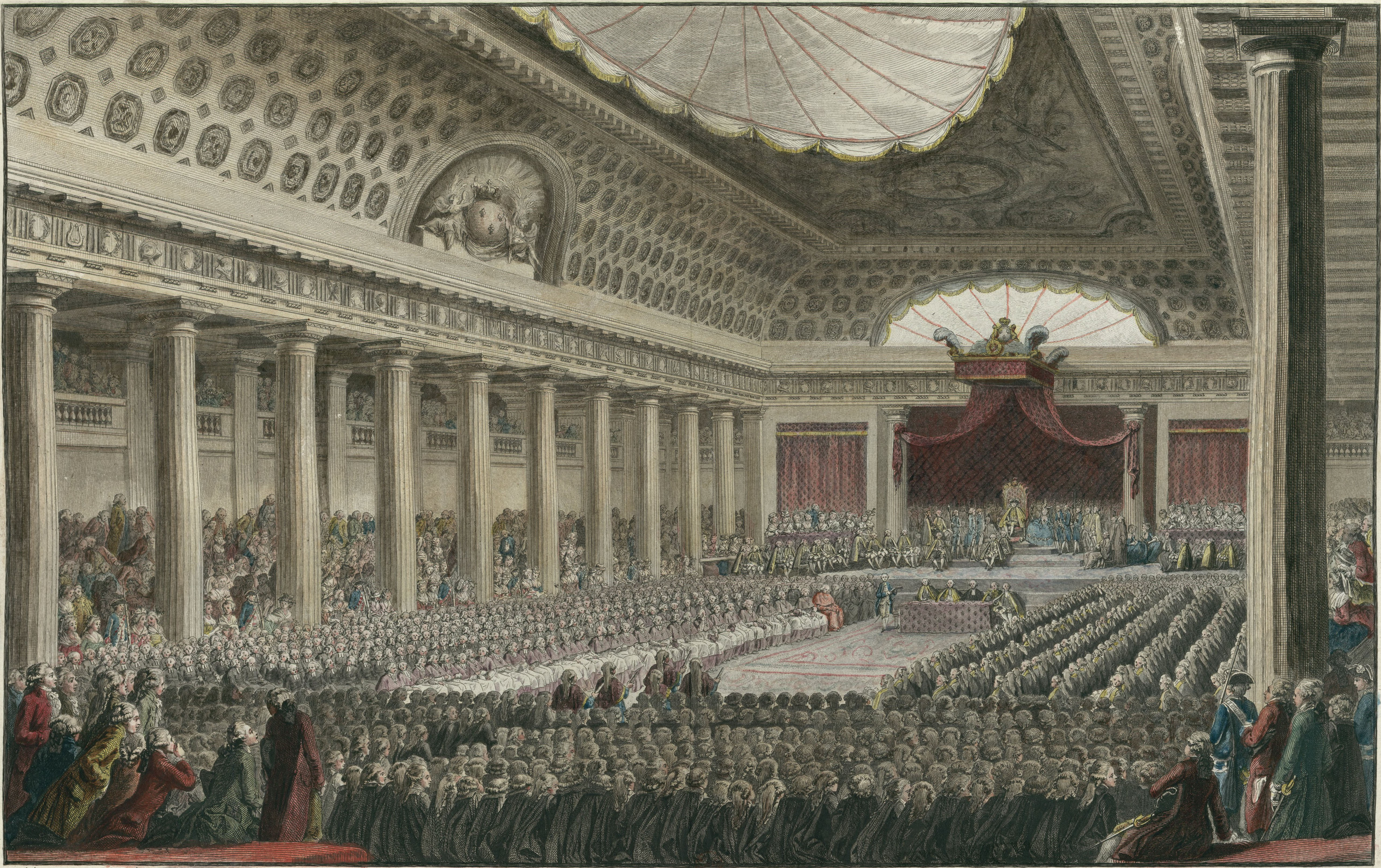
Sessão da Assembleia dos Estados Gerais.

Luís XVI convocou a Assembleia dos Estados Gerais, através de um edito real, em 24 de janeiro de 1789. Cartas de convocação foram enviadas a todas as províncias prescrevendo os métodos de eleição de deputados para composição da assembleia, representando cada Estado. A respeito da eleição de deputados, as Primeira e Segunda ordens formavam uma espécie de assembleia interna para eleger os seus. Todos os membros pertencentes ao clero e à nobreza podiam se candidatar. No Terceiro Estado, por sua vez, as eleições internas eram mais complexas e passavam por algumas fases. Somente homens com mais de 25 anos poderiam se candidatar e eram selecionados pelas assembleias de bailliage, as cortes reais. Com efeito, é possível notar como a própria conformação da Assembleia contava com determinadas limitações, ainda que se pretendesse — e fosse, de fato, naquele contexto — uma força representativa dos diferentes segmentos da sociedade francesa. Como exemplo, tem-se o fato de que os deputados do Terceiro Estado que fossem participar da Assembleia teriam que dispor de uma quantia de dinheiro, uma vez que deveriam arcar com as despesas de sua passagem e hospedagem pelas várias semanas em que ficariam no lugar de reunião, mas muitos não possuíam tais condições. Nesse sentido, faz-se importante ressaltar que não havia completa unidade entre os membros do Terceiro Estado, tendo em vista a sua diversidade (sendo composto por camponeses, artesãos e burgueses) e as formas distintas pelas quais esses diferentes grupos eram afetados pelo regime senhorial no campo e pelas instituições de Antigo Regime. Sendo assim, havia uma tendência de oposição hierárquica interna: pobres e ricos, consumidores e produtores. Entretanto, a oposição contra o privilégio aristocrático era um forte fator unificador.
A respeito dos resultados das eleições dos deputados, ao todo foram 1145, sendo 270 deputados da nobreza, 291 do clero e 584 do Terceiro Estado. Dentre os representantes do Primeiro Estado, mais de três quartos eram párocos, e o Segundo Estado foi representado por nobres divididos, dos quais 40% queriam o voto por ordem e, alguns, por cabeça. O Terceiro Estado, por sua vez, foi representado por advogados burgueses que compunham dois terços dos deputados eleitos. Quando a Assembleia foi convocada, cada ordem da sociedade detinha reivindicações e soluções próprias. A Coroa esperava uma solução técnica para o problema fiscal, enquanto a nobreza desejava o respaldo no seu embate contra o poder monárquico. O Terceiro Estado por sua vez, buscava a diminuição dos pagamentos de tributos feudais, pois a aristocracia rural havia aumentado suas demandas sobre o campesinato, exigindo porcentagens maiores dos produtos agrícolas, acarretando uma forte miséria no campo.
Os deputados escolhidos eram responsáveis pelo recebimento e organização dos cadernos de reclamações (cahiers de doléance), para levar à Assembleia. Dentre as queixas recolhidas, havia reclamações sobre o funcionamento da administração pública e de várias instituições sociais, bem como reivindicações específicas que necessitavam ser discutidas na Assembleia. Muitas delas se referiam à questão agrária e solicitavam o abrandamento dos tributos senhoriais ou até sua total suspensão. Algumas das argumentações presentes nas queixas tinham embasamento ou reproduções das doutrinas do iluminismo, o que demonstrava o quanto essa corrente havia penetrado na sociedade e na opinião pública.
A Assembleia dos Estados Gerais teve seu início em 5 de maio de 1789, no Hôtel des Menus Plaisirs, em Versalhes. Havia um incômodo entre os membros do Terceiro Estado, que exigiam reuniões conjuntas em uma plenária, e as outras duas ordens, que preferiam manter os moldes antigos da Assembleia, reunindo-se separadamente. Essa atitude foi interpretada pelos representantes do Terceiro Estado como se a nobreza e o clero não estivessem dispostos a abrir mão de seus privilégios, no entanto, haviam membros das outras ordens que concordavam com a necessidade das reuniões serem conjuntas, em prol do estabelecimento de uma concórdia entre as ordens — o que não ocorreu de início. Além disso, os representantes do Terceiro Estado também exigiam o voto por cabeça, visto que os votos uníssonos poderiam acarretar sua derrota.
É importante ressaltar que o fato de o Terceiro Estado se reunir, de início, separadamente das demais ordens, conferiu às suas reuniões uma importância simbólica no que diz respeito ao compartilhamento de informações e à integração do povo nos debates da Assembleia. As sessões dos Primeiro e Segundo Estados eram fechadas e ocorriam em suas respectivas câmaras. Por sua vez, o Terceiro Estado se reunia na sala comum e suas sessões eram abertas ao público, criando um maior alcance dos seus ideais, atingindo um maior número de pessoas. No entanto, inicialmente, havia uma dificuldade para o procedimento das sessões do Terceiro Estado, onde não havia um método estabelecido de deliberação.
Em 28 de maio de 1789, Emmanuel Joseph Sieyès – ou Abade Sieyès –, membro da Assembleia, propôs que o Terceiro Estado procedesse com a verificação de seus próprios poderes e convidasse as outras duas ordens a participar. Abade Sieyès ganhou notoriedade com o seu texto político “O que é o Terceiro Estado?” (Qu’est-ce que le tiers état?), no qual o autor escreve reivindicações de direitos para o Terceiro Estado, ao defender que este conformava a nação francesa e que, portanto, deveria constituir uma Assembleia Nacional sem benefício de privilégios. No dia 13 de junho, ocorreu a primeira ruptura dos Estados, na qual alguns sacerdotes paroquiais se uniram ao Terceiro Estado. Em 17 de junho, o Terceiro Estado aprovou que se constituiria em Assembleia Nacional, declarando-se uma representação não mais dos Estados e sim do “povo”. A partir disso, o Terceiro Estado deixa de ser um órgão consultivo, tornando-se deliberativo para a formação de políticas. Alguns autores consideram essa declaração um dos pontos iniciais da Revolução Francesa. Entretanto, a declaração nada dizia a respeito da abolição ou fusão das ordens, apenas convidava os representantes das demais ordens a se unirem à Assembleia Nacional.

Os deputados do Terceiro Estado se reúnem na quadra de Château, em Versalhes, jurando não se separarem até que uma nova Constituição fosse afirmada.

Em 19 de junho, alguns membros do clero decidiram se juntar à Assembleia Nacional, um momento considerado significativo. Luís XVI tentou intervir na reorganização dos Estados Gerais, tentando anular os decretos e ordenar a separação da Assembleia Nacional, restituindo os Estados Gerais. Em meio a esse processo, o rei também buscou negociar com os representantes das outras ordens que eram contrários à Assembleia Nacional, mas não obteve sucesso. Com o passar dos dias, a Assembleia Nacional foi ganhando mais adeptos.
No dia 20 de junho, o rei acabou ordenando o fechamento da Salle des États, espaço onde ocorriam as reuniões da Assembleia dos Estados Gerais. Ao se depararem com as portas fechadas, os membros da Assembleia Nacional se reuniram num campo de tênis próximo ao lugar e fizeram ali o Juramento do Jogo da Péla, prometendo que somente haveria uma separação da Assembleia após a votação de uma Constituição para a França. A Assembleia Nacional tinha forte apoio popular e aos poucos foi conseguindo apoio de membros das outras ordens.

## Liberdade de Imprensa na Convocação da Assembleia Geral dos Estados
Dentro da convocação da Assembleia dos Estados Gerais, é preciso destacar que agora, diferentemente do início do processo revolucionário, quando a nobreza estava à frente, entra em cena com destaque a burguesia. Nesse sentido, burguês figurava-se como aquele que vivia na cidade, ao qual a nobreza, de forma depreciativa, colocava como burguesia para referir-se a pessoa de modos grosseiros. Em maio de 1789 foi anunciada a Assembleia dos Estados Gerais, e colocada votação para escolha de seus membros. Durante esse período o rei decreta liberdade de imprensa na França, o que gera um burburinho de opiniões tornadas públicas e a criação de diversos panfletos e jornais. A liberdade de imprensa instaurada servia também para levantar demandas e informações acerca do país. É notório destacar a amplitude que se deram tais panfletos criados, que também tinham um caráter de vigilância, trazendo informações políticas, como o A sentinela ou O olhar vigilante. Também durante esse período, a pedido do rei, membros de todas as três ordens produziram demandas que ficaram conhecidas como os Cadernos de Queixas, que tinham como principal reivindicação liberdade de imprensa, autonomia local e Assembleia dos Estados Gerais convocadas periodicamente.  

## Desdobramentos
Após o Juramento da Péla, o rei discursou que ele “era o rei e único e verdadeiro representante dos franceses, afirmando que nenhum projeto aprovado pela assembleia rebelde teria força de lei sem sua aprovação”. O rei Luís XVI estava preparando um golpe muito arriscado e, ao demitir o ministro Necker no dia 11 de julho de 1789, a revolta popular estourou.
Após esse ato, as notícias chegaram rapidamente à capital, Paris, para que a população se reunisse em locais públicos para discutir e decidir  sobre a chegada do momento de uma rebelião popular sem precedentes. No dia 14 de julho, a população atacou o hospital militar dos inválidos e encontrou canhões, utilizados em seguida no assalto à Bastilha — a grande fortaleza, símbolo dominante do Antigo Regime — que, apesar de não possuir mais função militar, ainda detinha um grande valor simbólico. O impacto causado pela tomada influenciou outros movimentos similares nas províncias, onde as câmaras municipais foram alvos de ataques nas semanas seguintes. “O poder real estava no fim e a soberania havia passado para a Assembleia Nacional. Crucialmente para o futuro da Revolução, o povo de Paris agora se via como o salvador e defensor da Assembleia Nacional. Eles eram os guardiões da Revolução”. Isso significou simbolicamente a queda do Antigo Regime e do absolutismo, uma vez que a Bastilha representava o auge do poder absolutista por tratar-se de uma prisão política.

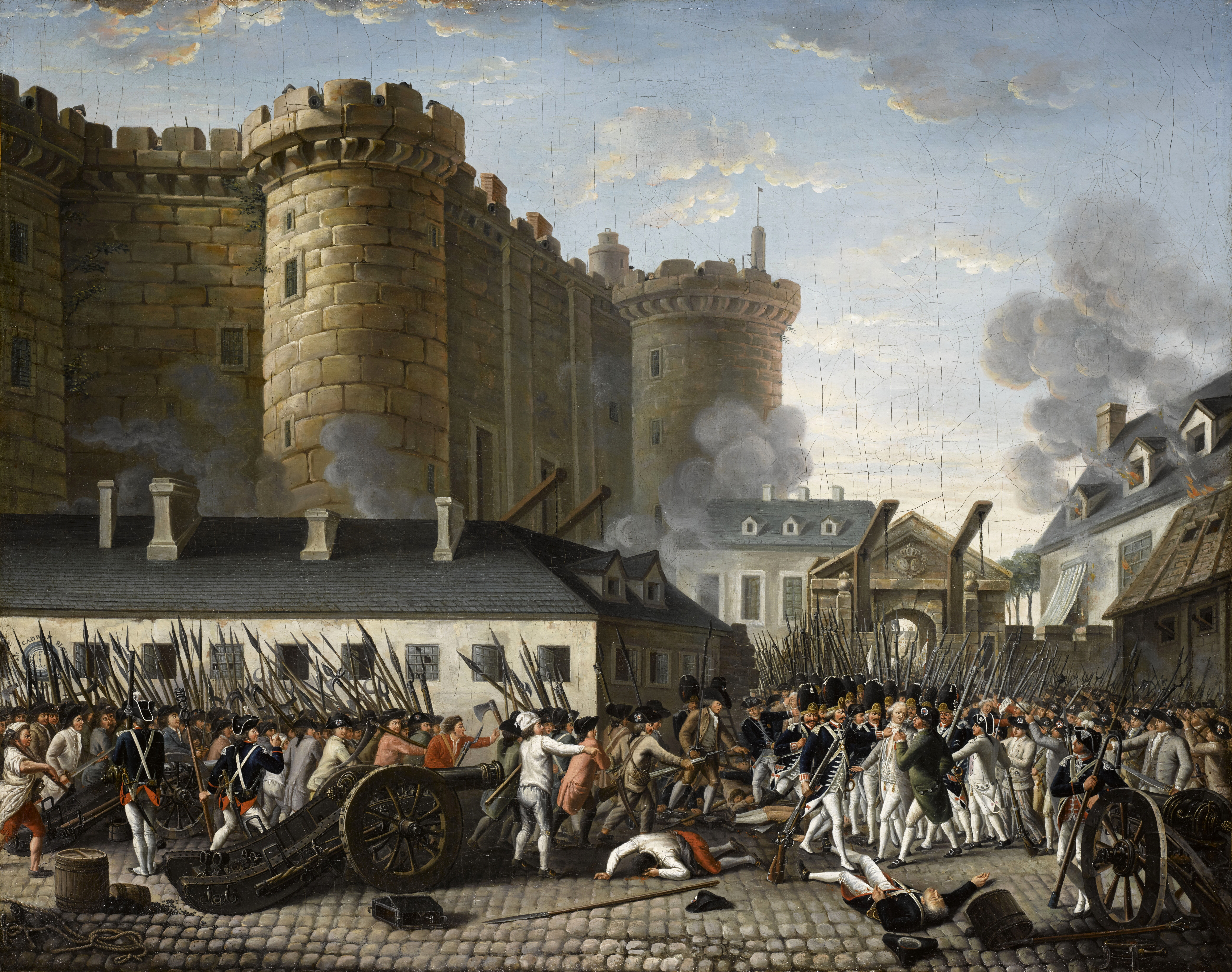
A tomada da Bastilha em 1789.

A notícia do movimento revolucionário de Paris chegou até o meio rural da França, onde camponeses ainda viviam sob o regime senhorial. Esse período ficou conhecido como “Grande Medo”, no qual os camponeses, com ausência de autoridade civil e revoltados com os tributos a serem pagos aos senhores, invadiram e incendiaram castelos da nobreza rural, geralmente massacrando seus ocupantes. E é importante atentar-se para o modo com o qual esse Grande Medo alastrou-se: a oralidade. Por meio de boatos e burburinhos que diziam respeito sobretudo a histórias fantasiosas de invasões às aldeias e queimas de colheitas, a atmosfera de pânico no interior da França se propagou, de forma lenta mas consistente, alimentada pela ideia de complôs. Dentre os boatos, histórias sobre “complô da fome” — no qual ricos teriam se unido para promover fome entre os camponeses pobres — e “complô aristocrático” — no qual nobres teriam se unido e atuado contra a revolução em curso. O medo, a violência e a esperança andaram em conjunto na França do final do século XVIII, fermentando a década revolucionária.
Foi então que a Assembleia Nacional Constituinte, instalada em Paris no dia 14 de julho de 1789, resolveu no dia 4 de agosto decretar o fim do feudalismo, com o fim dos direitos feudais e dos privilégios, instaurando a igualdade entre todos. Ato seguinte, a Assembleia decide aprovar a Declaração dos Direitos do Homem e do Cidadão, para deixar claro que os Direitos Naturais do Homem deveriam ser estipulados antes mesmo de terminar sua função de dotar a nação francesa de uma constituição. 
A Declaração dos Direitos do Homem e do Cidadão foi aprovada em agosto de 1789, sendo composta por 17 artigos. Nela estão estipulados os direitos do homem e do cidadão burguês revolucionário de 1789, estabelecendo os direitos naturais e invioláveis de liberdade, igualdade, fraternidade e propriedade privada. Com a declaração se estabelecem todos os princípios do liberalismo político e econômico que vão, de forma mais clara, consolidar os valores do iluminismo dentro de um documento político.
O documento tem influência norte-americana na noção de “direitos naturais”, utilizada na Declaração de Independência dos Estados Unidos para legitimar a aspiração nacional. No caso francês essa noção é utilizada como guia, considerando os direitos que a natureza conferiu aos homens. Nessa lógica, a Assembleia Constituinte se converteu no espaço jurídico que buscava a garantia dos “direitos naturais”, buscando a formulação de uma Constituição que limitasse o poder arbitrário do rei e a conversão das demandas em reformas.